# Tito 2

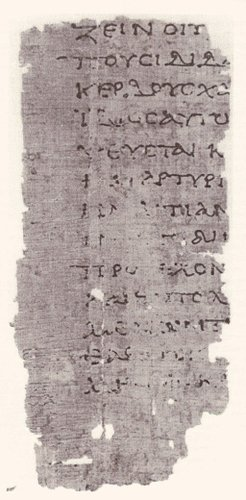
Fragmentos de la Epístola a Tito 1:11–15 en Papiro 32, de AC 200

Tito 2 es el segundo capítulo de la Epístola a Tito del Nuevo Testamento de la Biblia cristiana. La carta se atribuye tradicionalmente a Pablo Apóstol, enviada desde Nicópolis de Macedonia (provincia romana), dirigida a Tito en Creta. Algunos eruditos sostienen que es obra de un seguidor anónimo, escrito después de la muerte de Pablo en el siglo I d. C.  Este capítulo describe las cualidades de los miembros de la comunidad y las declaraciones doctrinales sobre la muerte de Cristo en relación con la eliminación del pecado.

## Texto
El texto original fue escrito en griego koiné. Este capítulo está dividido en 15 Versículos.

### Testigos textuales
Algunos manuscritos antiguos que contienen el texto de este capítulo son:
- Papiro 32 (~200 d. C.; Versículos 3-8 existentes)
- Codex Sinaiticus (330-360)
- Códice Alejandrino (400-440)
- Codex Ephraemi Rescriptus (~450; completo)
- Codex Freerianus (~450; existen los versículos 4-6, 14-15)
- Codex Claromontanus (~550)
- Codex Coislinianus (~550; existen los versículos 1-5)

## La pertenencia a la comunidad (2:1-10)
Los versículos 1-10 contienen un mandato a Tito para que enseñe la «sana doctrina» (τῇ ὑγιαινούσῃ διδασκαλίᾳ) a la comunidad con una lista de cualidades y deberes para los miembros,  en contraste con la «doctrina indecorosa» destacada en capítulo 1.  1 Timoteo 1:10 utiliza el mismo término, 'sana doctrina'.

## Contenido
- 1 Deberes de los cristianos según su condición. Versículos 1-10
- 2 La Encarnación y fundamentos de la ética y piedad cristianas. Versículos 11-15

### Deberes de los cristianos según su condición. Versículos 1-10
1Tú, en cambio, habla de lo que está de acuerdo con la sana doctrina. 
2-Que los ancianos sean sobrios, dignos, prudentes, fuertes en la fe, en la caridad y en la paciencia. 
3-Que las ancianas, asimismo, se comporten como corresponde a los santos; que no sean ni calumniadoras ni estén dominadas por el vicio del vino, que sean maestras del bien, 
4-para que enseñen a las más jóvenes a amar a sus maridos y a sus hijos, 
5-a ser prudentes, castas, buenas amas de casa, sujetas a sus maridos, para que no sea ultrajada la palabra de Dios. 
6-Del mismo modo, a los más jóvenes exhórtales a ser prudentes, 
7-mostrándote tú mismo como modelo de buenas obras en todo: pureza de doctrina, dignidad, 
8-predicación sana e intachable, para que el adversario se avergüence al no tener nada malo que decir de nosotros. 
9-Los siervos, que estén sujetos a sus amos en todo, procurando ser complacientes sin replicarles; 
10-que no les engañen, sino que den muestras de completa fidelidad en todo, para que hagan honor a la doctrina de Dios, nuestro Salvador.

#### Comentarios
Las recomendaciones en este pasaje son similares a las presentes en otros textos de Pablo (cf. Ef 5,21-6,9; Col 3,18-4,6), donde la Iglesia es vista como la familia de Dios, formada por miembros diversos. Ante la contradicción de aquellos que con una conducta corrupta desmienten su fe, Tito es exhortado a enseñar una vida coherente con lo que se cree. La moral cristiana no se limita a un código ético abstracto, sino que es una consecuencia directa de la "sana doctrina" (v. 1), es decir, de la verdad de fe que se proclama.

Existe un vínculo entre la pureza del corazón, la del cuerpo y la de la fe: Los fieles deben creer los artículos del Símbolo “para que, creyendo, obedezcan a Dios; obedeciéndole, vivan bien; viviendo bien, purifiquen su corazón; y purificando su corazón, comprendan lo que creen.

 La fe cristiana reclama un esfuerzo perseverante por mantener una conducta intachable, no sólo por coherencia con lo que se cree, sino también para ofrecer a todos el testimonio atractivo y creíble de una vida limpia. 

Así, viviendo cristianamente entre nuestros iguales, de una manera ordinaria pero coherente con nuestra fe, seremos Cristo presente entre los hombres.

### La Encarnación y fundamentos de la ética y piedad cristianas. Versículos 11-15
11-Pues se ha manifestado la gracia de Dios, portadora de salvación para todos los hombres, 
12-educándonos para que renunciemos a la impiedad y a las concupiscencias mundanas, y vivamos con prudencia, justicia y piedad en este mundo, 
13-aguardando la esperanza bienaventurada y la manifestación de la gloria del gran Dios y Salvador nuestro, Jesucristo, 
14-que se entregó a sí mismo por nosotros para redimirnos de toda iniquidad, y para purificar para sí un pueblo escogido, celoso por hacer el bien. 
15-Di estas cosas, y exhorta y corrige con toda autoridad. Que nadie te menosprecie.

#### Comentarios
Las obligaciones descritas manifiestan un estilo de vida cristiana (v. 12) fundado en la esperanza (v. 13). Es Cristo quien con su obra redentora ha logrado que podamos tener tal vida y esperanza. En la Eucaristía, alimento del alma, recibimos la gracia para vivir así y la celebramos 

expectantes beatam spem et adventum Salvatoris nostri Jesu Christi (“mientras esperamos la gloriosa venida de Nuestro Salvador Jesucristo”: MR, Embolismo después del Padre Nuestro; cfr Tt 2,13), pidiendo entrar “en tu reino, donde esperamos gozar todos juntos de la plenitud eterna de tu gloria; allí enjugarás las lágrimas de nuestros ojos, porque, al contemplarte como tú eres, Dios nuestro, seremos para siempre semejantes a ti y cantaremos eternamente tus alabanzas, por Cristo, Señor Nuestro

El versículo 14 ofrece un resumen profundo de la doctrina de la Redención, destacando cuatro elementos clave: la entrega de Cristo, la redención del pecado, la purificación, y la formación de un pueblo propio. La entrega de Jesús alude a su sacrificio voluntario en la cruz, a través del cual nos libera de la esclavitud del pecado. Este acto redentor es la base de la libertad de los hijos de Dios, recordando la liberación del pueblo de Israel en el éxodo, cuando Dios lo constituyó como su pueblo particular (cf. Ex 19,4-6). En la Nueva Alianza sellada con su sangre, Cristo forma a la Iglesia como su pueblo elegido, con la misión de acoger a todas las naciones.

Así como al pueblo de Israel, según la carne, peregrinando por el desierto, se le designa ya como Iglesia, así el nuevo Israel, que caminando en el tiempo presente busca la ciudad futura y perenne, también es designado como Iglesia de Cristo, porque fue Él quien la adquirió con su sangre, la llenó de su Espíritu y la dotó de los medios apropiados de unión visible y social. 